# Butyriboletus regius
Butyriboletus regius är en sopp som beskrevs av Julius Vincenz von Krombholz 1832 som Boletus regius. Den flyttades 2014 till det nybeskrivna släktet Butyriboletus av David Arora och Jonathan Frank. På svenska har namnet "kungssopp" använts, men något officiellt svenskt namn har arten inte.

## Källor

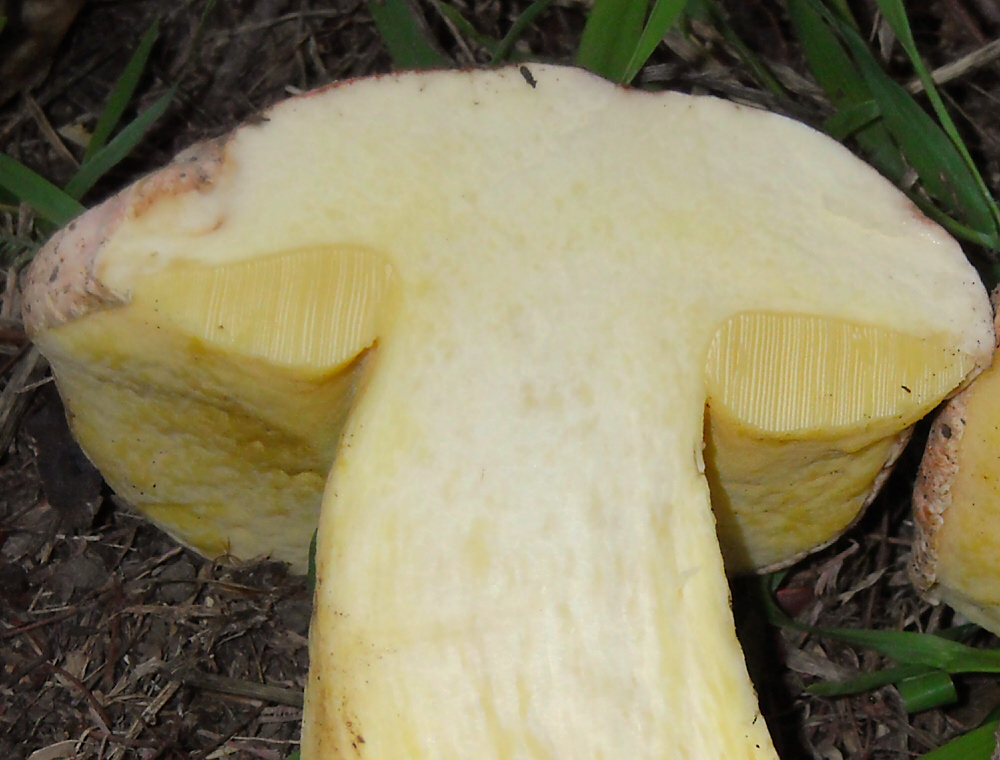
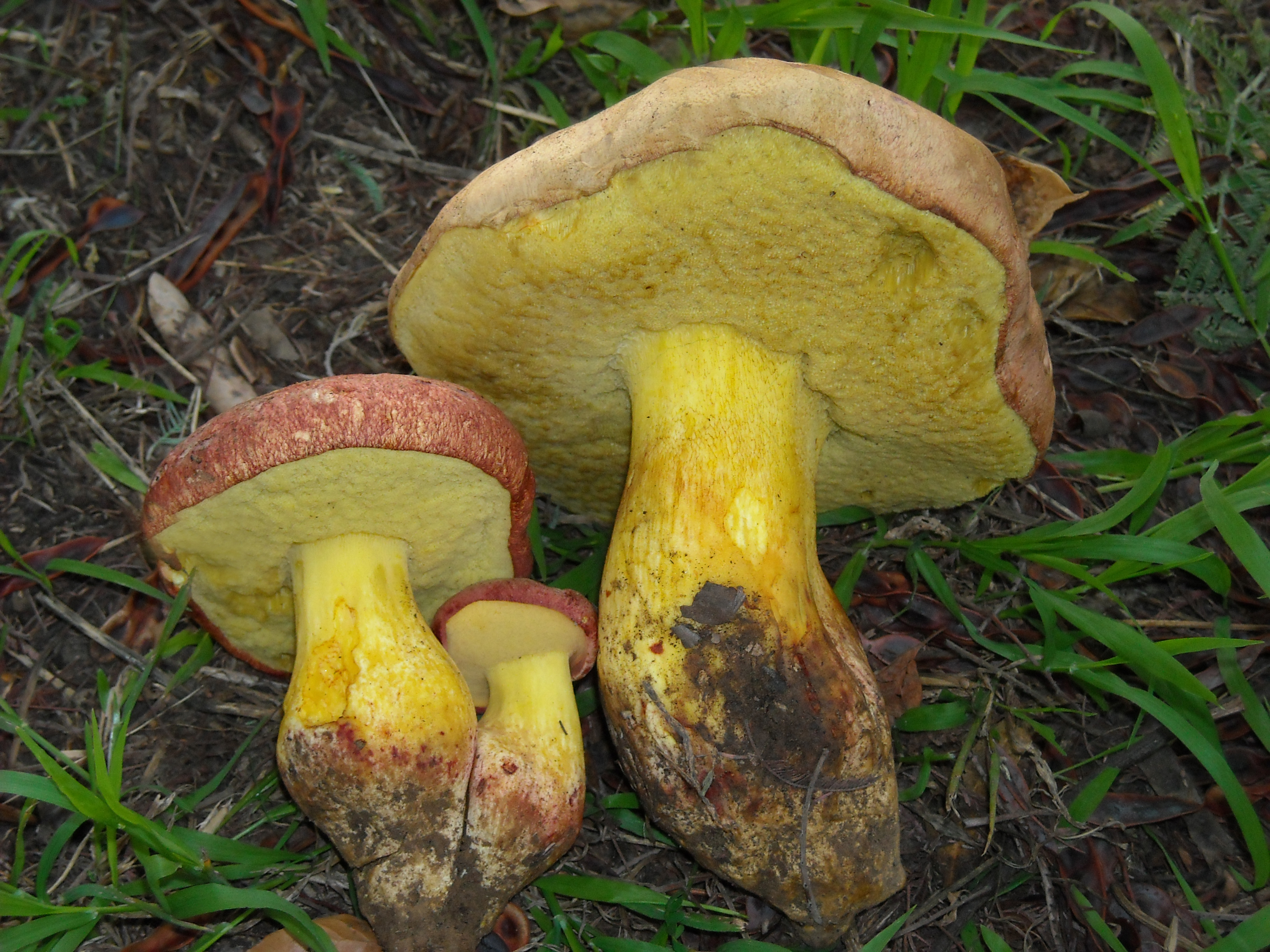